# Пасквиль

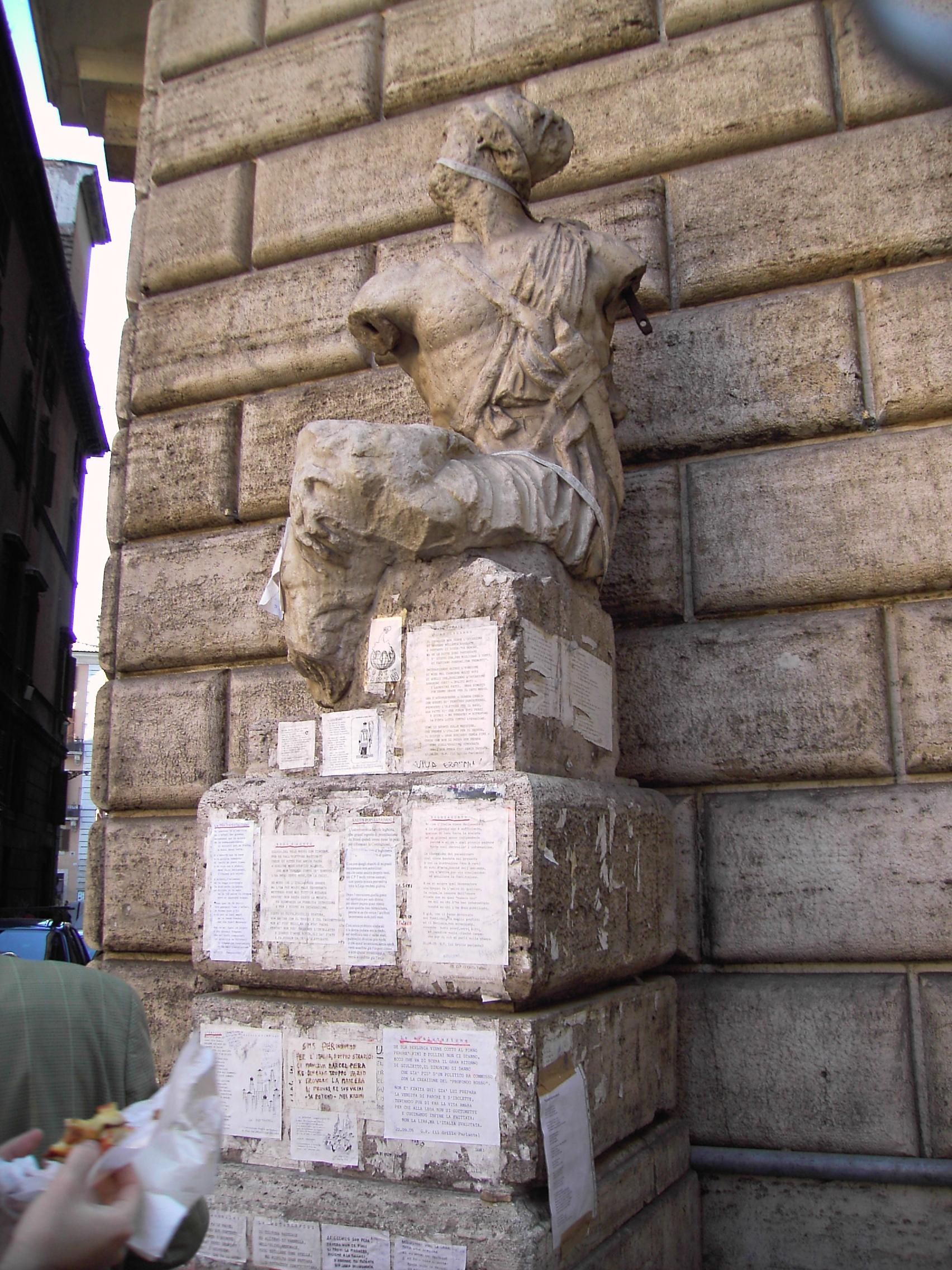
Пасквинская статуя.
Сюжет статуи был идентифицирован в XVIII веке антикваром Э. К. Висконти: он предположил, что это торс статуи «Менелай, несущий тело Патрокла». Статуя, скорее всего, относится к эллинистическому периоду III в. до н. э. или является римской копией подобного произведения

Па́сквиль (устар. пашквиль от нем. Pasquill, из итал. pasquillo) — сочинение, содержащее карикатурные искажения, клевету и злобные нападки, цель которых оскорбить и скомпрометировать какое-либо лицо, группу, партию, общественное движение и т. п. Пишется в публицистической или беллетристической форме, близкой памфлету. Чаще всего используется как средство дискредитации политических противников. Не является «узаконенным» литературным жанром.

## Происхождение термина
Слово «пасквиль» происходит от топонима «Пасквино» (итал. Pasquino), народного прозвища статуи в Риме близ Пьяцца Навона, к которой авторы сатирических листков, нападавшие на определённых лиц, прикрепляли свои произведения. Отсюда пасквиль стал вообще обозначать клевету, часто анонимную.

### Статуя Пасквино
Точное происхождение названия статуи Пасквино, которую нашли при перестройке дороги к Палаццо Орсини в 1501 году, теряется в веках. Приблизительная версия звучит так:
Дживелегов пишет: «На одной из римских улиц издавна стоял античный обломок — безрукий торс. Изображал он, по всей вероятности, какого-нибудь бога, или героя, или мудреца. Никто не знал точно кого. Против него помещалась школа одного скромного учителя, носившего скромное имя — maestro Pasquino. (Таково более вероятное мнение. Его принимает Flamini (Il Cinquecento, 222—224). Другие думают, что исторический Пасквино был трактирщик или цирюльник). За неимением точного названия для статуи её стали называть по имени учителя.
В 1501 году кардинал Оливьеро Караффа велел снять статую и поставить её на пьедестал у самого угла своего роскошного палаццо в Парионе. В 1505 году установился ежегодный праздник нового святого, не предусмотренный католическим календарём, — 25 апреля (день св. Марка). В этот день безрукий торс украшался всячески, а пьедестал его весь покрывался стихами. Статуя и до сих пор стоит там на углу via Pasquino — Пьяццы ди Пасквино и Палаццо Браски, с западной стороны от Пьяцца Навона.
«Место было видное и людное, пьедестал — широкий. Этого было достаточно, чтобы статуя Пасквино мало-помалу сделалась излюбленным местом приклеивания сатирических стихов: обычай, который был введён ещё в XV веке и широко практиковался в Риме. Так, за безобидным школьным учителем мало-помалу укрепилась репутация обличителя»

БСЭ пишет по-другому, не упоминая о статуе и приписывая историческому Пасквино профессию и занятие поэзией: «название «пасквиль» происходит от имени римского башмачника Пасквино (Pasquino, XV в.) — автора едких эпиграмм на высокопоставленных лиц». Вслед за БСЭ это повторяют другие словари, в то время как Брокгауз и Литературная энциклопедия пишут про статую.
Таким образом, существует несколько версий, кем именно был маэстро Пасквино, от заведения которого получила название статуя: учитель, трактирщик, цирюльник, сапожник (каким был отец знаменитого пасквилянта Пьетро Аретино), портной или кузнец. Некоторые считают, что этот человек первым стал писать стихи и наклеивать их на постамент, другие не разделяют это мнение. Теофил Фоленго, живший в XVI веке, говорил, что это был владелец ресторана. Версия с учителем подробно звучит так: он преподавал латынь, и его ученики заметили, что он внешне похож на вышеупомянутую статую и дали ей его имя. Все это лишь легенды. Также в «Декамероне» Боккаччо есть одноимённый персонаж (IV,7), который умер от отравления шалфеем, это является аллегорией папской власти: человек умер от вещи, которая считается хорошей.

### История римских пасквилей
Статуя утратила свою функцию украшения города, когда для горожан стало привычкой и обычаем приклеивать на её пьедестал свои сатирические поэмы на римском диалекте. Это были сатиры, карикатуры, анекдоты, сплетни, клевета. В них критиковался папа или члены правительства. Их стали звать pasquinades. Они наклеивались ночами, и утром римский народ успевал их прочесть, прежде чем их ликвидировали карабинеры.
Пасквинская статуя стала первой «говорящей статуей» в Риме. Она «говорила» о народном недовольстве, осуждала несправедливости и критиковала членов Церкви. Со временем народный обычай присоединил к ней другие статуи: Marphurius, Abbot Luigi, Il Facchino, Madame Lucrezia, и Il Babbuino. Эпиграммы, которые клеились на их постаменты, быстро читались и распространялись.
Около 1523 года подножие статуи стало важным местом борьбы кандидатов на папскую тиару во время проходившего тогда конклава. Римские публицисты и сатирики использовали его для наклеивания своих работ, называвшихся тогда не пасквилями, а пасквинадами. Особенно активным автором был Пьетро Аретино, выступавший против кандидата, будущего папы Адриана VI.
«Пасквино буквально расцвел. Не один Аретино, конечно, приносил к его пьедесталу плоды своего остроумия. Но Аретино был его главным поставщиком, не только не скрывал своего авторства, но даже афишировал его, чтобы поднять себе цену. И никогда ни до, ни после маэстро Пасквино не поднимался на такие вершины, как в то время, когда Аретино влил в него свою горячую кровь и свой кипучий темперамент».

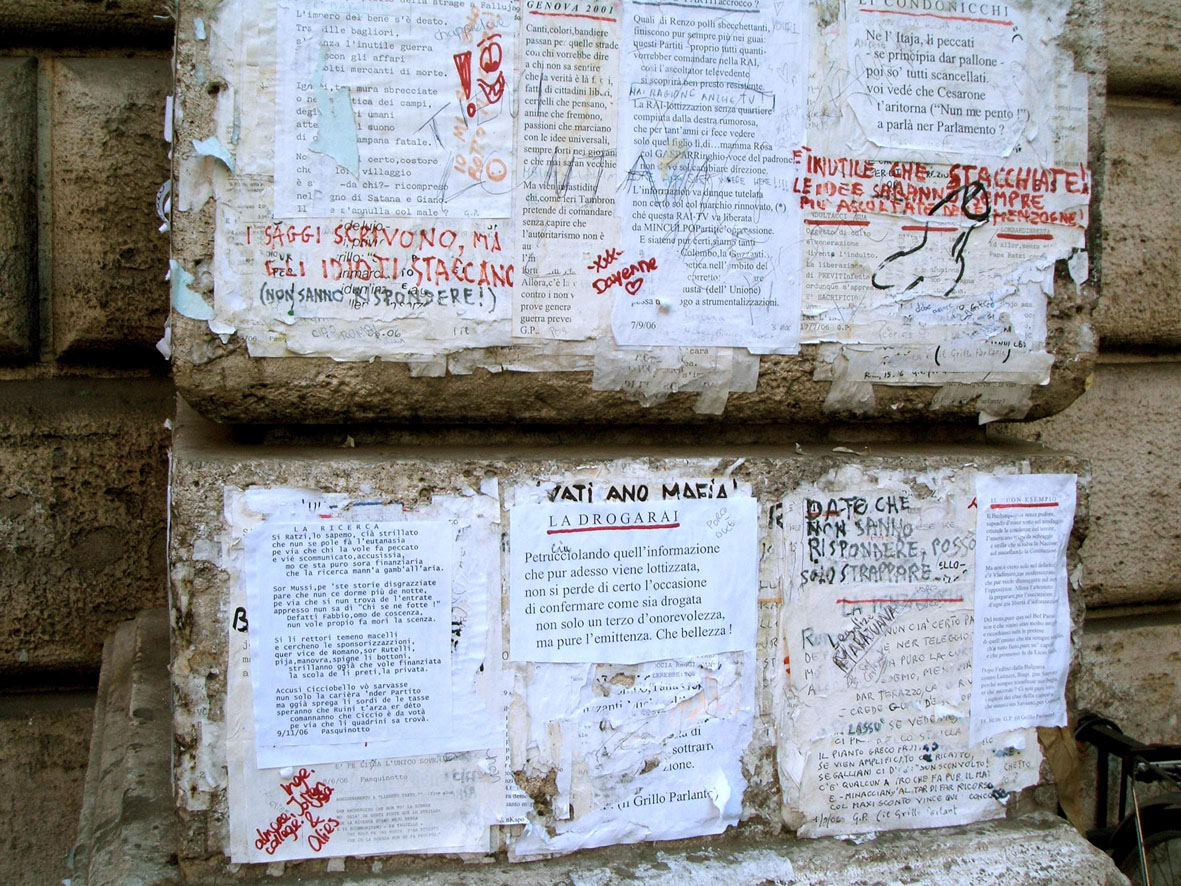
Подножие в наши дни

Статуя Пасквино стала заметным источником беспокойства и раздражителем для римских властей, прежде всего пап. Было несколько попыток её демонтировать. Так, этого желал голландец Адриан VI, который желал её сбросить в Тибр, впрочем не успел этого сделать, так как правил всего год. Кардиналы курии знали её опасность и сферу применения, а также врождённую склонность римского населения к сатире. Сикст V и Климент VIII тоже безуспешно пытались убрать статую. Любимыми темами пасквилей были разгульная жизнь священников, непотизм и элитные куртизанки.
Несмотря на то, что у подножия ставилась охрана, пасквили по ночам продолжали приклеиваться. Бенедикт XIII издал указ, по которому автору пасквиля грозила смертная казнь, конфискация имущества и бесчестьe. В 1566 году по указу Пия V некий Никколо Франко как автор был повешен.
Таким образом, Пасквино фактически приобрёл звание официального антагониста папству, символизируя собой народ Рима с его претензиями к пронизанной коррупцией системе. Традиция не утихала, от случая к случаю возвращаясь: так, например, в ходе подготовки визита Гитлера в Рим Пасквино после долгого периода молчания разразился текстом о пустой помпезности готовящихся театральных постановок, поставивших на уши весь Рим. Пасквили появлялись и во время визита М. Горбачёва.

## Знаменитые пасквили
- Пьеса Генри Филдинга «Pasquin» (1736) была направлена против Роберта Уолпола.
- книга В. Менцеля «Немецкая литература» содержала нападки на Ф. Шиллера, И. В. Гёте, современную французскую литературу;
- книга М. А. Корфа «Восшествие на престол императора Николая I» (1848), чернившая декабристов, была составлена по прямому заданию Николая I.
- Н. М. Языков и Д. В. Давыдов в стихотворном пасквиле глумились над П. Я. Чаадаевым за его «Философическое письмо».
- В русской литературе некоторые черты пасквиля приобрёл «антинигилистический роман» XIX в. («Марево» В. П. Клюшникова, «Взбаламученное море» А. Ф. Писемского и др.).

## В юриспруденции
- В дореволюционном русском праве «пасквиль» был преступлением, под которым понимались анонимная письменная клевета или анонимное письменное распространение соответствующих действительности порочащих сведений[4].
- В римском праве —  аналог Liber famosus; carmen famosum; mala carmina; iniuria — оскорбление чести